# 童振源
童振源（1969年12月7日—），中華民國國際政治經濟學學者，現任駐新加坡代表，曾任僑委會委員長、駐泰國代表、國安會諮委、行政院發言人、行政院陸委會副主委、國立政治大學國家發展研究所教授、政大預測市場研究中心主任、遠景基金會中國經濟分析計畫主持人。

## 求學時期
- 1986.7-1987.6 任建國中學《建中青年》社長兼總編輯。
- 1989.7-1990.6 任台灣大學《臺大法言》文藝版主編。
- 1990.6-1991.5 任台灣大學“颱風俱樂部”創社社長。
- 1993.2-1993.6 任《臺大政治論壇》召集人。
- 1993.2-1994.6 任第一屆、第二屆臺大政治學系所學生文研討會籌備委員會召集人。

## 政黨經歷
- 1994.2-1995.2任民進黨中央黨部中國事務委員會專案研究員。
- 1995.3-1995.5任民進黨主席施明德特別助理及隨身機要。 （页面存档备份，存于）
- 1995.6-1995.10任民進黨中央黨部中國事務委員會幹事。
- 1995.12-1996.3任民進黨總統候選人彭明敏新聞秘書。
- 2014年，與郭正亮、陳昭南共同起草凍結台獨黨綱提案，提交民進黨全國黨代表大會討論。

## 學術經歷

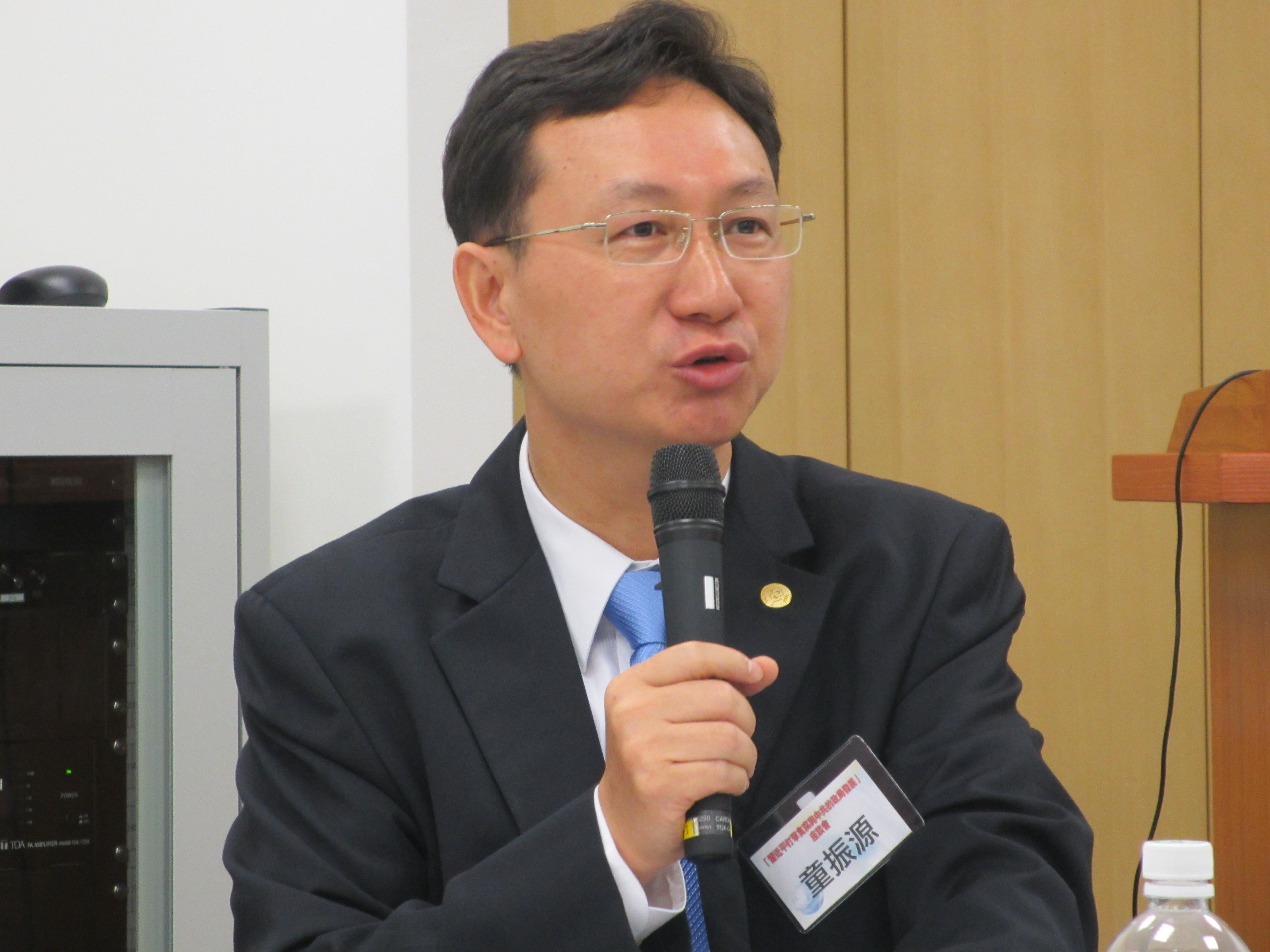
政治大學国家发展研究所所长任內

- 2002.8-2005.1任國立政治大學國際關係研究中心第三研究所助理研究員。
- 2003年8月任東吳大學政治學系、國立政治大學社會科學院行政管理碩士學程兼任助理教授。
- 2004年2月任國立台灣大學國家發展研究所兼任助理教授，3月任國立政治大學中國大陸研究中心諮詢委員，8月任國立台北大學經濟學系兼任助理教授。
- 2005.1-2006.7任政治大學中山人文社會科學研究所助理教授。
- 2006.8-2008.7任政治大學中山人文社會科學研究所副教授。
- 2008.7- 2009.9任政治大學國家發展研究所副教授。
- 2009.9-迄今 任政治大學國家發展研究所教授。

### 學術榮譽
2008年獲行政院國家科學委員會優秀年輕學者獎。

### 學術專長
國際政治經濟、中國經濟發展、台灣政策學及預測市場等領域。

## 著作
a. 專書/編輯專書

1.	Chen-yuan Tung, 2008, Cross-Strait Economic Relations in the Era of Globalization: China’s Leverage and Taiwan’s Vulnerability (Saarbrücken, Germany: VDM Verlag, 2008).

2.	童振源，2003，《全球化下的兩岸經濟關係》（台北：生智出版社，2003）。

3.	童振源 編，2004，《人民幣匯率：經濟與戰略分析》（台北：遠景基金會，2004）。

4.	童振源，2009，《東亞經濟整合與台灣的戰略》（台北：政大出版社，2009）。

5.	童振源，2011，《台灣的中國戰略：從扈從到平衡》（台北：新銳文創，2011）。

6.	童振源、曹小衡編，《兩岸經貿關係的機遇與挑戰》（台北：新銳文創，2013）。【匿名審查】

7.	童振源、葉家興，《未來事件交易簿：集體智慧的新平台與新典範》（台北：遠流，2013）。

8.	蘇起、童振源編，《兩岸關係的機遇與挑戰》（台北：五南出版社，2013）。

9.	童振源，《台灣經濟關鍵下一步-兩岸經濟整合的趨勢與挑戰》（新北市：博碩，2014）。

10.	童振源，《台灣未來關鍵下一步-透視2016選前兩岸關係發展與政策》（新北市：博誌，2014）。

11.	童振源、李曉莊編，《面對：民進黨菁英的兩岸未來》（台北市：時報，2015）。

12.	王健全、朱磊、童振源編，《2015年投資臺灣藍皮書》（新北市：博誌文化，2015）。

13.	蘇震清、童振源編，《屏東農業產業發展藍皮書》（新北市：博誌文化，2015）。

14.	張嘉郡、童振源編，《雲林經濟發展藍皮書》（新北市：博誌文化，2015）。

b. 英文專書論文

1.	Chen-yuan Tung, 2002, “The Impact on Taiwan” (An Interim Assessment of the Impact of Taiwan's Investment in China on Taiwan's Economic Development), in Shang-jin Wei, Guanzhong James Wen, and Huizhong Zhou (eds.), The Globalization of the Chinese Economy (Cheltenham, UK: Edward Elgar, 2002), pp. 190-204.

2.	Chen-yuan Tung, 2004, “Prospects of Taiwan-US-China Relations,” “Adapting to Regionalization – a Strategy for Taiwan,” “Cross-Strait Relations after Taiwan’s 2004 Presidential Election,” “Assessing China’s Recent Economic Development,” “Risks and Opportunities to Cross-Strait Relations after Taiwan’s 2004 Presidential Election” (with Szu-Chien Hsu), “Taiwan-US-China Relations after the Presidential Election in the United States,” in Chih-cheng Lo (ed.), Taiwan Perspective 2004 (Taipei: Institute for National Policy Research, 2004), pp. 5-14, 39-44, 81-84, 109-118, 273-277.

3.	Chen-yuan Tung, 2005, “Taiwan, Financial Relations with the Mainland,” and “Taiwan, Trade Relations with the Mainland,” in Jing Luo (ed.), China Today: An Encyclopedia of Life in the People’s Republic (Westport, CT: Greenwood Press, 2005), pp. 613-616, 625-628. 

4.	Chen-yuan Tung, 2005, “Cross-Strait Relations after Taiwan’s 2004 Presidential Election,” in I Yuan (ed.), Rethinking New International Order in East Asia: US, China and Taiwan (Taipei, Taiwan: Institute of International Relations, 2005), pp. 333-360.

5.	Chen-yuan Tung, 2005, “China’s Anti-Secession Law,” “The Time Is Ripe for Taiwan’s Strategic Opportunity,” “China Has Missed the Best Timing on Reform of the Exchange Rate Regime,” in Chih-cheng Lo (ed.), Taiwan Perspective 2005 (Taipei: Institute for National Policy Research, 2005), pp. 17-20, 81-88, 117-120.

6.	Chen-yuan Tung, 2006, “Prospects of the Taiwan Strait West Coast Economic Zone,” Paul Davidson (ed.), Trading Arrangements in the Pacific Rim: ASEAN and APEC (New York: Oceana Publications, May 2006), Document III. C. 10, pp. 1-8.

7.	Chen-yuan Tung, 2006, “Made by Taiwan but Made in Mainland China: The Case of the IT Industry,” in Kevin H. L. Zhang (ed.), China as the World Factory (London: Routledge, 2006), pp. 85-109.

8.	Chen-yuan Tung, 2007, “Is China a Responsible Stakeholder?,” “Taiwan’s Entry to the UN and Cross-Strait Relations,” in Cheng-yi Lin (ed.), Taiwan Perspective 2007 (Taipei: Institute for National Policy Research, 2007), pp. 1-6, 59-66.

9.	Chen-yuan Tung, 2008, “The Evolution and Assessment of Cross-Strait Economic Relations in the First Term of the Chen Shui-bian Administration,” Steven Goldstein and Julian Chang (eds.), Presidential Politics in Taiwan: The Administration of Chen Shui-bian (Norwalk, CT: EastBridge, 2008), pp. 229-257.

10.	Chen-yuan Tung, 2008, “The Renminbi Exchange Rate in the Increasingly Open Economy of China: A Long-Term Strategy and a Short-Term Solution,” in Debamitra Mitra (ed.), Ch. 7, Chinese Currency: Policy and Implications (Hyderabad, India: Icfai University Press, 2008), pp. 93-126.

11.	Shu-Heng Chen*, Chen-yuan Tung, Chung-Ching Tai, Bin-Tzong Chie, Tzu-Chuan Chou, and Shu G Wang, 2011, “Prediction Markets: A Study on the Taiwan Experience,” in Leighton Vaughan Williams (ed.), Prediction Markets: Theory and Applications (London: Routledge, 2011), pp. 137-156.

c. 中文專書論文

1.	童振源，1999年，「中國水患肆虐，政治責任誰來負」，洪哲勝 主編，《民主火種》（紐約：民主亞洲基金會，1999），頁127-129。

2.	童振源，2001年，「全球化時代臺灣在大陸的投資 --- 臺灣對大陸投資對於臺灣經濟發展的影響之中程評估」，文貫中、鄭志海、王新奎、左學金 主編，《WTO與中國：走經濟全球化發展之路》（北京：中國人民大學出版社，2001），頁363-380。

3.	童振源，2001年12月，「以未來一中各自表述一中」，台灣主權論述資料選編編輯小組  主編，《台灣主權論述資料選編, <上>》（台北：國史館，2001），頁277-278。

4.	童振源，2002，「中國對台政策的演變、特徵與變數」，丁樹範 編，《胡錦濤時代的挑戰》（台北：新新聞出版社，2002），頁312-345。

5.	童振源，2003，「中共十六大後對台政策展望」，張虎、許光泰 編，《中共十六大後之走向》（台北：國立政治大學國際關係研究中心，2003），頁95-99。

6.	童振源，2003，「亞太經濟情勢：經濟整合與安全」，李英明 編，《亞太綜合安全年報2002-2003》（台北：遠景基金會，2003），頁77-106。

7.	童振源，2003年，「海峽兩岸經濟分工與相互依賴」，李非 編，《海峽兩岸經濟一體論》（台北：博揚文化，2003），頁38-71。

8.	童振源，2003年，「反恐戰爭下的全球經貿格局發展」，《「全球化趨勢下的反恐與兩岸關係」學術研討會論文集》（台北：遠景基金會，2003），頁17-38。

9.	童振源，2004，「中國的經濟發展戰略：轉型與挑戰」，林佳龍 編，《未來中國 ---退化的極權主義》（台北：時報出版社，2004），頁31-73。

10.	童振源，2004，「中國經濟發展年度評估：2003-2004年」，朱新民 編，《2003年胡溫體制權力與政策總體檢》（台北：遠景基金會，2004），頁81-100。

11.	童振源，2004，「導論：邁向開放經濟與全球化的人民幣匯率」，童振源 編，《人民幣匯率：經濟與戰略分析》（台北：遠景基金會，2004），頁1-9。

12.	童振源，2004，「中國匯率政策的兩難：實質固定匯率與貨幣政策自主」，童振源 編，《人民幣匯率：經濟與戰略分析》（台北：遠景基金會，2004），頁43-68。

13.	童振源，2004，「中國經濟情勢：宏觀發展與政策」，丁樹範 編，《中國大趨勢：2003-2004》（台北：新新聞出版社，2004），頁80-109。

14.	童振源，2005，「建立兩岸經濟合作機制應如何起步」，郭偉峰 編，《胡錦濤與兩岸關係新思維》（香港：中國評論，2005），頁246-253。

15.	童振源，2006，「兩岸經濟合作機制的前景」，林華生主編，《剖析東亞經濟》（新加坡：世界科技，2006），頁231-248。

16.	童振源，2006，「促進台日經濟合作戰略伙伴關係」，中華歐亞基金會、世界和平研究所 編，《亞洲新情勢及因應對策》（台北市：大屯，2006），頁325-351。

17.	童振源，2006，「東亞經濟整合與兩岸關係」，俞新天、周忠菲、趙念渝 主編，《全球化與兩岸關係新發展》（香港：經濟導報出版社，2006），頁100-105。

18.	童振源，2006，「反分裂國家法後的兩岸經貿互動」，朱新民 編，《胡溫主政下對臺政策與兩岸關係》（台北：遠景基金會，2006），頁129-153。

19.	童振源，2006，「東亞經濟整合對於台灣吸引國際投資的影響」，盛九元 編，《東亞經濟格局變動與兩岸經貿關係發展》（中國長春：吉林人民出版社，2006），頁34-51。

20.	童振源*、王國臣，2007，「中國發展的新侷限：石油需求的挑戰與影響」，林正義 編，《石油與國際安全》（台北：遠景基金會，2007），頁183-228。

21.	童振源，2007，「中國經濟崛起之全球挑戰」，導論，納瓦羅（Peter Navarro）原著，褚耐安、端木琳、郭思妤、李靜瑤譯，《即將到來的中國戰爭》（台北：台灣培生教育，2007），頁25-46。

22.	童振源，2007，「台灣的中國戰略與兩岸關係展望」，中華歐亞基金會、世界和平研究所 編，《台日關係之現況與展望》（台北：中華歐亞基金會，2007），頁85-106。

23.	童振源，2008，「十七大後中國對台政策評估與兩岸關係展望」，劉勝驥 編，《21世紀中國（卷三）：中共17大觀察報告》（台北：政治大學國際關係研究中心，2008），頁iii-xii。

24.	童振源，2009，「兩岸簽署『經濟合作架構協議』（ECFA）的政經效應：一個不對稱整合架構的實效評估」，蔡朝明 編，《馬總統執政後的兩岸新局：論兩岸關係新路向》（台北：遠景基金會，2009），頁103-124。

25.	童振源*、王國臣，2009，「政治現實與經濟利益：東亞經濟整合下的臺日企業合作關係」，蔡增家、何思慎 主編，《「七二年體制」下臺日關係的回顧與展望》（台北：遠景基金會，2009），頁261-296。

26.	童振源*、王國臣，2010，「評中國2008年『中央經濟工作會議』」，《2009年展望與探索月刊時評文集》（台北縣：展望與探索雜誌社，2010），頁91-96。

27.	童振源、洪家科，2010，「台商對中國經濟發展的貢獻：1988~2008年」，田弘茂、黃偉峰編，《台商與中國經濟發展》（台北：國策研究院，2010），頁1-50。

28.	童振源，2010，「臺灣對外經濟戰略之檢討與建議」，周均育編，《政經變遷與公共治理》（南投市：行政院人事行政局地方行政研習中心），頁95-108。

29.	童振源、洪家科，2011，「台商對中國大陸經濟發展的貢獻：1988~2008年」，徐斯勤、陳德昇編，《台商大陸投資二十年》（新北市：INK印刻文學，2011），頁139-178。

30.	童振源，2011，「兩岸經濟關係與區域經濟整合」，吳釗燮編，《台海兩岸關係與中國國際戰略》（台北：新台灣國策智庫），頁213-244。

31.	童振源，2011，「兩岸經濟與區域經濟」，王振寰、湯京平、宋國誠編，《中國大陸暨兩岸關係研究》（台北：巨流出版社），頁500-526。

32.	童振源，2011，「平潭民主實驗區是指引中國民主化的明燈」，鄧文聰著，《和解》（台北：商訊文化），頁190-193。

33.	童振源*、葉家興、王國臣，2011，「人民幣的國際化程度及其競爭力」，高原明生、蔡增家 編，《中國轉型研究：2000年後政治、外交、經濟與社會之變遷》（台北：國立政治大學當代日本研究中心），頁155-210。

34.	童振源，2011，「全民一起來預測LPGA冠軍」，楊憲宏 編，《複製曾雅妮》（台北：創造文化），頁200-202。

35.	童振源，2012，「對『關於區域經濟整合的三點迷思』論文的評論」，群策會編，《台灣國家經濟發展研討會論文》（新北市：群策會），頁24-29。

36.	童振源，2012，「臺海兩岸之經貿」，李酉潭編，《公民與社會》（台南市：翰林），頁110-135。

37.	童振源，2013年3月，「兩岸經濟合作架構協議的成效檢討與展望」， 松田康博、蔡增家編，《台灣民主化下的兩岸關係與台日關係》（台北：國立政治大學當代日本研究中心，2013），頁153-174。

38.	童振源，2013年4月，「兩岸經濟合作架構協議的成效檢討與展望」，童振源、曹小衡編，《兩岸經貿關係的機遇與挑戰 》（台北：新銳文創，2013），頁155-180。

39.	童振源，2013年5月，「兩岸貨品及服務貿易協議不宜倉促簽署？」，《財金產經論壇第17輯》（台北：台灣綜合研究院，2013），頁131-135。

40.	童振源，2013年9月，「兩岸關係與台灣民意」，蘇起、童振源編，《兩岸關係的機遇與挑戰》（台北：五南出版社，2013），頁211-234。

41.	呂曜志、童振源，2013年10月，「全球化下台灣次區域發展戰略」，林佳龍編，《打破悶經濟：新區域主義的動力學》（台北：獨立作家，2013），頁11-28。

42.	童振源，2013年12月，「兩岸簽署ECFA的爭議與成效」，李思名、陳尚懋、黃枝連、唐欣偉編，《全球化與區域合作：兩岸四地的經濟、社會和政治新關係》（香港：香港教育，2013），頁299-311。

43.	吳釗燮、童振源，2014年2月，「民進黨八年執政兩岸關係的回顧與展望」，林萬億編，《民進黨八年執政論文集》（台北市：新境界文教基金會，2014），頁92-112。

44.	童振源，2014年4月，「中共財經政策動向」，《財金產經論壇第18輯》（新北市：台灣綜合研究院，2014），頁83-94。

45.	童振源，2014年11月，「東亞經濟整合與兩岸經濟關係」，謝政諭、高橋伸夫、黃英哲編，《東亞地區的合作與和平》（台北市：前衛，2014），頁264-279。

46.	童振源，2014年11月，「兩岸關係進展的現狀與課題」，謝政諭、高橋伸夫、黃英哲編，《東亞地區的合作與和平》（台北市：前衛，2014），頁387-393。

47.	童振源，「民進黨兩岸政策與兩岸結構性僵局」，童振源、李曉莊編，《面對：民進黨菁英的兩岸未來》（台北市：時報，2015），頁9-26。

48.	童振源，「對民進黨的四項兩岸政策建議」，童振源、李曉莊編，《面對：民進黨菁英的兩岸未來》（台北市：時報，2015），頁227-241。

49.	童振源，「兩岸關係的現況與趨勢」，王健全、朱磊、童振源編，《2015年投資台灣藍皮書》（新北市：博誌文化，2015），頁7-25。

50.	蘇震清、童振源，「屏東農業產業發展導論」，蘇震清、童振源編，《屏東農業產業發展藍皮書》（新北市：博誌文化，2015），頁1-22。

51.	張嘉郡、童振源，「雲林經濟發展導論」，張嘉郡、童振源編，《雲林經濟發展書》，（新北市：博誌文化，2015），頁1-22。

## 外部連結
- 童振源的新浪微博
- 個人介紹 （页面存档备份，存于）

| 中華民國政府職務 | 中華民國政府職務                                       | 中華民國政府職務 |
| ---------------- | ------------------------------------------------------ | ---------------- |
| 行政院           |                                                        |                  |
| 前任： 孫立群    | 行政院發言人 第四任 2016年5月20日－2016年9月30日       | 繼任： 徐國勇    |
| 前任： 吳新興    | 僑務委員會委員長 第十八任 2020年5月20日－2023年1月30日 | 繼任： 徐佳青    |